# BB Stockholm
Barnbördshuset Stockholm AB, mer känt som BB Stockholm, är ett bolag som bedriver vård inom graviditet, förlossning, preventivmedelsrådgivning, cellprovtagning och barnhälsovård. Företaget drivs som ett aktiebolag samägt av Prima Vård (51 %) och Danderyds sjukhus AB (49 %) under bolagsnamnet Barnbördshuset Stockholm AB.
Bolaget leder och driver en förlossnings- och eftervårdsavdelning belägen på Danderyds sjukhus. På förlossningsavdelningen föds cirka 4 000 barn varje år.

## Historik
BB Stockholm AB grundades 2001. 